# Ceawlin z Wesseksu
Ceawlin (także Ceaulin i Caelin) (ur. w VI w., zm. ok. 593) – król Wesseksu. Prawdopodobnie był synem Cynrica z Wesseksu i wnukiem Cerdica z Wesseksu. Kronika anglosaska opisuje go jako przywódcę pierwszej grupy Sasów. Rządził w latach 560–592.
Ceawlin jest uważany za jednego z ośmiu bretwaldów.